# Überfallbeiwert
Der Überfallbeiwert µ ist ein im Wasserbau gebräuchlicher dimensionsloser Beiwert zur Berechnung der Wassermenge, die beim Stau eines Gewässers durch ein festes Wehr oder ein bewegliches Verschlussorgan überfällt (in Abhängigkeit von der Überfallhöhe {\displaystyle h}).

## Verwendung
Der Wehrdurchfluss (Volumenstrom) {\displaystyle Q} mit der SI-Einheit {\displaystyle \mathrm {m^{3}/s} } wird dabei nach der oft als Poleni-Formel bezeichneten mathematischen Beziehung bestimmt:
{\displaystyle {\begin{aligned}Q&={\frac {2}{3}}\cdot \mu \cdot {\sqrt {2\cdot g}}\cdot B\cdot h^{3/2}\\&={\frac {2}{3}}\cdot \mu \cdot {\sqrt {2\cdot g}}\cdot B\cdot {\sqrt {h^{3}}}\end{aligned}}}
mit
- Schwerebeschleunigung {\displaystyle g} (= {\displaystyle 9{,}81\,\mathrm {m/s^{2}} } an der Erdoberfläche)
- Breite {\displaystyle B} des Überfalls
- Überfallhöhe {\displaystyle h} (mindestens {\displaystyle 3h} von der Überfallkante entfernt in Richtung Oberwasser gemessen, besser weiter).

Weil der Durchfluss überproportional mit der Überfallhöhe zunimmt, sind Überfälle geeignete Bauwerke für Hochwasser- oder Notentlastungen.
Umgekehrt nimmt die Überfallhöhe bei steigender Überfallmenge nur unterproportional zu:
{\displaystyle {\begin{aligned}\Leftrightarrow h&=\left({\frac {3}{2}}\cdot {\frac {Q}{\mu \cdot {\sqrt {2\cdot g}}\cdot B}}\right)^{2/3}\\&={\sqrt[{3}]{\left({\frac {3}{2}}\cdot {\frac {Q}{\mu \cdot {\sqrt {2\cdot g}}\cdot B}}\right)^{2}}}\end{aligned}}}
Deshalb eignen sich Überfälle gut zur Wasserstandsregulierung bei wechselnden Abflüssen.

## Werte
Der Überfallbeiwert ist primär eine Funktion der Übergangsform und berücksichtigt damit die Form der Strahlumlenkung. Bei einer ersten Vordimensionierung genügt es, den Überfallbeiwert für ein im Grundriss gerade verlaufendes Wehr- oder Überfallbauwerk nach folgenden Angaben anzunehmen:
| Nummer | Ausbildung der Wehrkrone                                                                  | Überfallbeiwert |
| ------ | ----------------------------------------------------------------------------------------- | --------------- |
| 1.     | breit, scharfkantig, waagerecht                                                           | 0,49–0,51       |
| 2.     | breit, gut abgerundete Kanten, waagerecht                                                 | 0,50–0,55       |
| 3.     | breit, vollständig abgerundete Wehrkrone, erreicht z. B. durch eine umgelenkte Stauklappe | 0,65–0,73       |
| 4.     | scharfkantig, Überfallstrahl belüftet                                                     | ~ 0,64          |
| 5.     | rundkronig, lotrechte Oberwasser- und geneigte Unterwasserseite                           | 0,73–0,75       |
| 6.     | dachförmig, abgerundete Wehrkrone                                                         | 0,75–0,79       |

In zweiter Linie ist der Überfallbeiwert auch eine Funktion der Anströmgeschwindigkeit und der Überfallwassermenge bzw. der Überfallhöhe selbst. Auch ist zu berücksichtigen, dass es bei einem ansteigenden Unterwasserstand zu einem Rückstau kommen kann. Dieser kann über einen Rückstaubeiwert berücksichtigt werden.